# Moral de Hornuez
Moral de Hornuez er en by og kommune i det centrale Spanien i provinsen Segovia. Den har et indbyggertal på 40 (2024) indbyggere.